# The David Lee Roth Band
The David Lee Roth Band este o formație americană de muzică rock, înființată în Pasadena, California, în anul 1985, de către David Lee Roth, după plecarea sa temporară din Van Halen.